# Аризема дахайская
Аризе́ма даха́йская (лат. Arisaema dahaiense) — многолетнее травянистое растение, вид рода Аризема (Arisaema) семейства Ароидные (Araceae).

## Ботаническое описание
Раздельнополые растения.
Корневище горизонтальное, снаружи бледно-коричневое, внутри желтоватое, цилиндрическое, 7—8 см длиной, 5,5—8 см в диаметре, с несколькими почками.

### Листья
Катафиллов два или три, опадающие, прозрачные, розовые, 30—60 см длиной, чешуевидные.
Лист один. Черешок фиолетовый, выше зеленоватый, гладкий, без пятен, около 80 см длиной и 3 см в диаметре у ложного стебля. Листовая пластинка состоит из трёх листочков; листочки с черешочками 2—3,5 см длиной, снизу зеленоватые, сверху зелёные, толщины бумаги, опушённые; центральный листочек узкоовальный, 25 см длиной, 18 см шириной, в основании закруглённый, на вершине заострённый, с длинным хвостовидным образованием. Боковые листочки косоовальные, 18 см длиной, 17 см шириной, у основания с внешней стороны в два раза шире, чем с внутренней стороны, ухообразные.

### Соцветия и цветки
Цветоножка вертикальная, розовато-зелёная, без пятен, до 25 см длиной. Покрывало тёмно-пурпуровое с беловатыми продольными линиями; трубка цилиндрическая, 8—9 см длиной, 2—3 см в диаметре, края устья немного загнутые, гладкая с обеих сторон; пластинка продолговатая, 8—10 см длиной, на вершине заострённая, с хвостовидным образованием и остриём 2,5—5 см длиной, боковые стороны расширенные, чешуевидные, крыловидные, с беловатым сетчатым узором, с беловатыми продольными полосками от трубки к центру.
Початок однополый. Женская зона полуконическая, около 2,2 см длиной и 1,3 см в диаметре; завязь бледно-зелёная, цилиндрическая; рыльце сидячее. Придаток фиолетовый, усечённый, на ножке около 8 мм длиной, снизу узкопирамидальный, далее свешивающийся, нитевидный, до 50 см длиной и более, в женском початке несколько длиннее, гладкий. Мужская зона цилиндрическая, около 4 см длиной и 3—8 мм в диаметре (около 8 мм у основания), тёмно-фиолетовый; синандрии фиолетовый, из 3—5 тычинок; нити связника фиолетовые, около 1,5 мм длиной; теки фиолетовые, вскрывающиеся разрезом формы подковы.
Цветёт в марте — апреле.
Число хромосом 2n=26.

## Распространение
Встречается Китае (провинция Юньнань).
Растёт на окраинах вечнозелёных лесов, на высоте 1400—2600 м над уровнем моря.